# Omega Boötis
Omega Boötis (41 Boötis) é uma estrela na direção da constelação de Boötes. Possui uma ascensão reta de 15h 02m 06.51s e uma declinação de +25° 00′ 29.7″. Sua magnitude aparente é igual a 4.80. Considerando sua distância de 359 anos-luz em relação à Terra, sua magnitude absoluta é igual a −0.41. Pertence à classe espectral K4III.